# .news
.news é um domínio de topo genérico e patrocinado para sites de notícias. A Rightside e sua empresa de domínios parceira, a Donuts Inc., adquiriram o direito da venda dos domínios .news por meio de um leilão em 2015. O domínio é patrocinado pela United TLD Holdco Ltd.